# Servei de música en línia
Un servei de distribució i/o venda de música online ens permet adquirir productes musicals remotament, mitjançant l'accés a internet. És l'evolució natural de les clàssiques botiques de discos davant una demanda d'usuaris interessats.

## Estructura del servei
L'estructura bàsica d'un servei d'aquest tipus consisteix en una base de dades, un gestor d'indexació, un portal d'accés pels usuaris i un sistema de validació per la descàrrega.
- Base de dades: es tracta de la base de dades on es troba tot el contingut multimèdia que s'ofereix.
- Gestor d'indexació: és un subsistema de la base de dades que permet indexar els continguts, és útil a per cercar un contingut concret.
- Portal d'accés: és el visualitzador dels continguts de cara a l'usuari on aquest podrà cercar el contingut que desitgi adquirir.
- Validació: finalment, en la majoria dels casos, cal un sistema de validació que certifiqui si l'usuari pot o no adquirir el contingut que sol·licita segons la política del tipus de servei

## Filosofia comercial
Són diverses les filosofies comercials amb les que es pot implementar un servei de música online:
- Prepagament: estructura més clàssica mitjançant la qual l'usuari ha d'abonar una quantitat abans de rebre el servei. Ja sigui mitjançant una quota fixa o bé pagant un preu determinat per cada descàrrega.
- Mostra gratuïta: es tracta d'un servei que et permet tenir a l'abast, sense cap cost, una part del producte musical que el vol adquirir. Així l'usuari pot valorar el producte abans d'adquirir-lo.
- Servei de música lliure: en aquest cas, es tractaria d'un servei gratuït per l'usuari on el servidor posa a l'abast música lliure de drets comercials, com és el cas de la música amb llicències de distribució lliure com Creative Commons

## Exemples de serveis de música online
Actualment són abundants els serveis d'aquest tipus que podem trobar en actiu:
- iTunes Store: Servei propietari de l'empresa Apple. Totalment integrat en el software reproductor iTunes i compatible amb el reproductor portatil iPod (tot productes d'Apple). La reproducció i la còpia a altres dispositius és controlada amb un DRM anomenat FairPlay. No només ofereix música, també compta amb serveis de vídeo, podcasts, jocs...

- FreeNapster: Servei provinent de l'antiga xarxa NapsterP2P i compta amb un catàleg de 3 milions de cançons. Als usuaris no registrats permet escoltar (mitjançant streaming) fins a tres vegades cada cançó de manera gratuïta. Per usuaris registrats, permet descàrregues de música al PC i transferir cançons a reproductors portàtils.

- Wal-Mart Music Store: Servei de música online de la gran companyia dels Estats Units Wal-Mart. Ofereix compra directa, mitjançant prepagament, des del portal web de la companyia. Permet descàrregues en formats mp3 i wma. Una cançó descarregada permet ser copiada a dos ordinadors addicionals, gravada en deu CD's i fer transferències il·limitades a reproductors portàtils.

| Nom del servei       | Filosofia comercial           | Cost per cançó              | Portal d'accés  | Sistema de validació | Codificació d'àudio |
| iTunes Store         | prepagament                   | 0.99 $                      | Software iTunes | DRM FairPlay         | AAC                 |
| Wal-Mart Music Store | mostra gratuïta               | 0.88 $ (WMA) – 0.94 $ (MP3) | Via web         | DRM propi            | MP3 i WMA           |
| Free Napster         | mostra gratuita / prepagament | Gratis 3 vegades            | Via web         | ?                    | streaming           |

## Serveis similars
Altres serveis que podem trobar amb funcionalitats semblants poden ser:
- RealAudio: es tracta d'un format streaming d'àudio desenvolupat per RealNetworks (de fet, RealNetworts té el seu propi servei de música online anomenat Rhapsody Online) que permet crear serveis d'aquest tipus utilitzant aquest format. Per exemple ràdio sobre internet, o difusió multicast de música...

- last.fm: servei web que et permet escoltar música, crear llistes de reproducció... La novetat està en el fet que guarda la música que l'usuari ha decidit escoltar per així poder oferir música d'acord amb els seus gustos musicals. Es tracta d'un servei gratuït encara que permet la compra de discos.